# Покровська (станція метро)
«Покро́вська» — кінцева станція Центрально-Заводської лінії Дніпровського метрополітену. Сусідня станція — «Проспект Свободи». У протилежному напрямку — електродепо «Діївка».
Відкрита 29 грудня 1995 року в складі пускової ділянки «Покровська» — «Вокзальна» метрополітену в Дніпрі.
Розташована на перетині вулиць Юрія Кондратюка і Великої Діївської між житловими масивами «Червоний Камінь» і «Покровський» міста Дніпро.
Проєктом передбачалася назва станції «Діївка» або «Діївська». 24 листопада 2015 року, згідно з Розпорядженням міського голови «Про перейменування топонімів м. Дніпропетровська» № 882-р, станція «Комунарівська» була перейменована на «Покровську».
Тип станції — колонна трипрогінна мілкого закладення. Довжина посадкових платформ — 102 м.
Режим роботи — 05:35—23:00. Мобільне покриття відсутнє.
Колійний розвиток: 6-стрілочні оборотні тупики наприкінці лінії;
- 3-тя і 4-та станційні колії переходять у дві одноколійні СЗГ з електродепо ТЧ-1 «Діївка».

З 18 лютого 2016 року на станції підключений Wi-Fi від інтернет-провайдера «Фрегат».

## Галерея

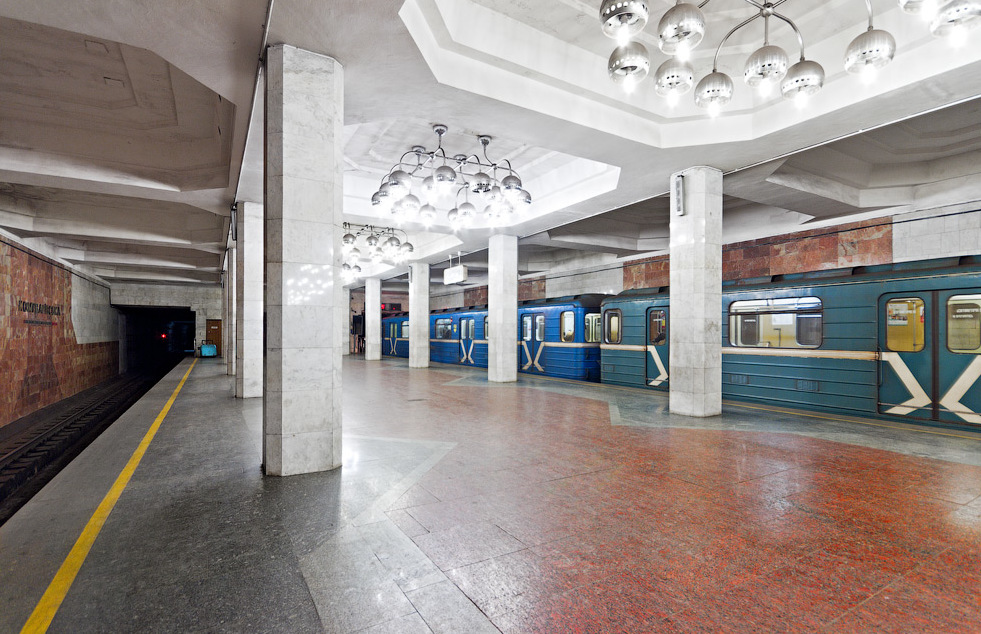
Посадкова платформа станції
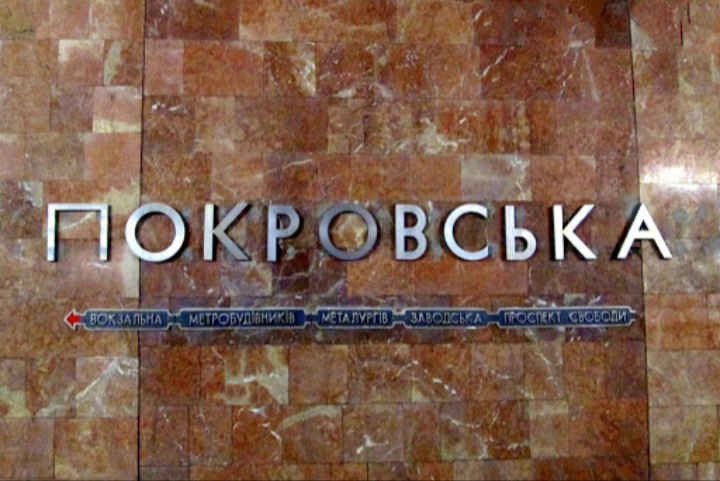
Нова назва станції «Покровська»
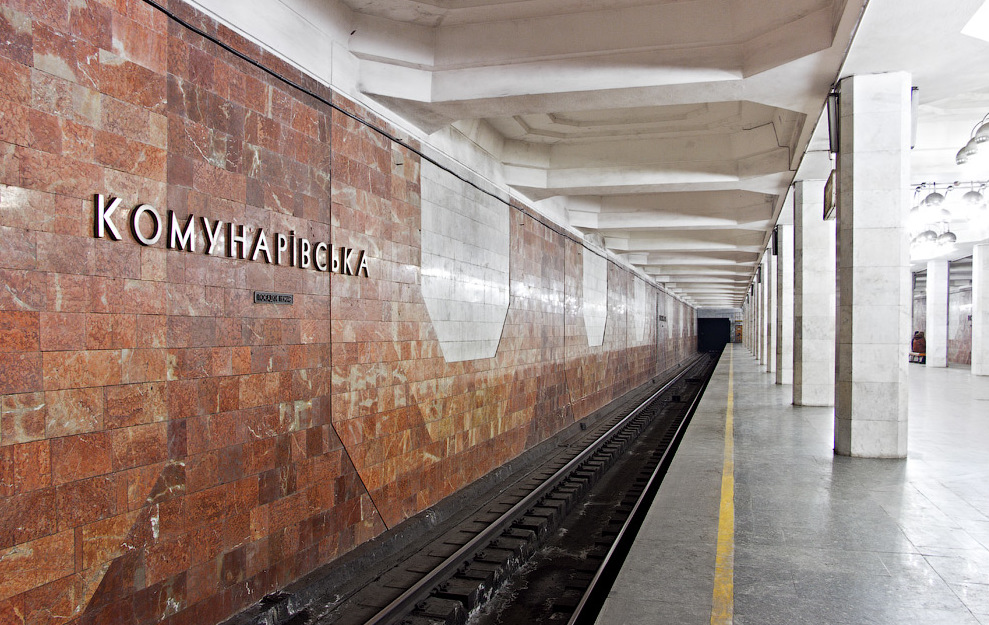
Назва станції до 24 листопада 2015 року
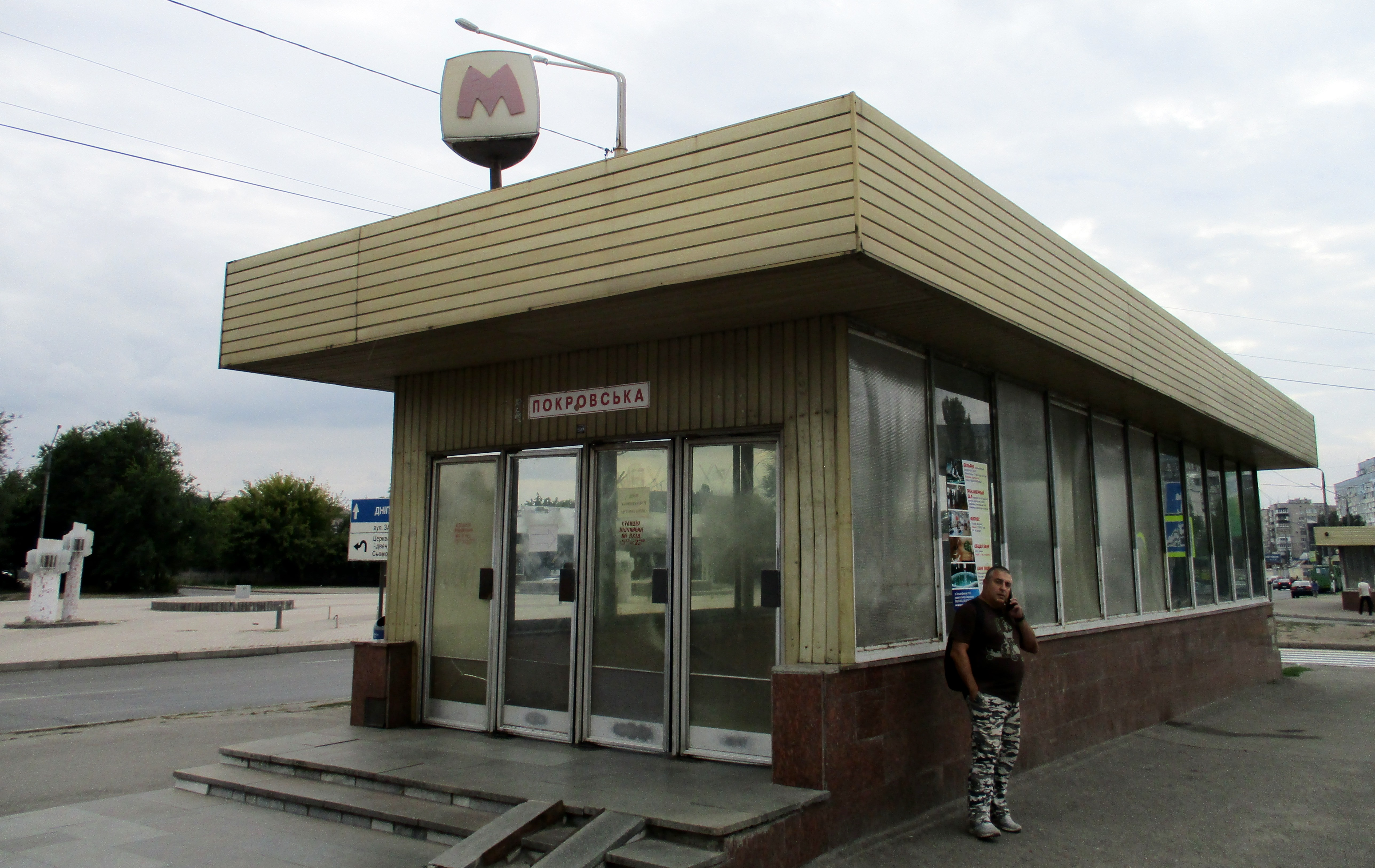
Вхід на станцію